# Tomé Luís de Sousa
Tomé Luís de Sousa (Colônia do Sacramento, 21 de dezembro de 1771 — Porto Alegre, 14 de dezembro de 1858) foi um padre, educador e político brasileiro.
Após a tomada de Sacramento, mudou-se com os pais para Porto Alegre. Destinado, desde criança, ao serviço da Igreja, seguiu para o Rio de Janeiro, para estudar no Seminário da Nossa Senhora da Lapa.
Concluídos os estudos retornou a Porto Alegre, onde, além dos serviços religiosos, na Igreja Nossa Senhora Mãe de Deus, começou seus trabalhos de educador. Foi depois nomeado para a Igreja de Nossa Senhora das Dores. Foi mestre de Feliciano José Rodrigues de Araújo Prates, primeiro bispo do Rio Grande do Sul.
Foi deputado provincial eleito à 1ª Legislatura da Assembleia Provincial do Rio Grande do Sul.